# Curve (salle de spectacle)
 (décembre 2024).

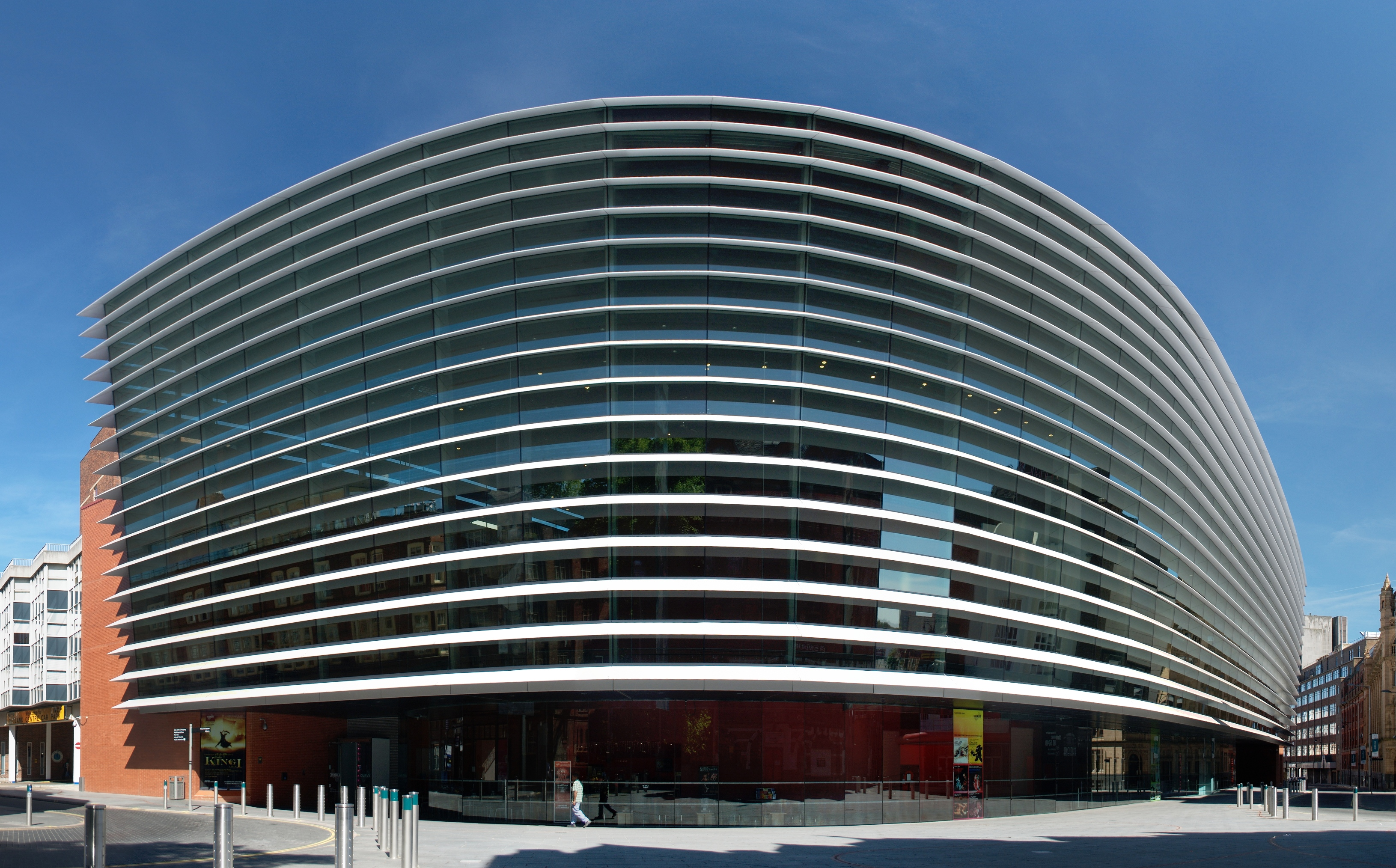
Le Curve

Le Curve est une salle de spectacle situé en plein centre de la ville de Leicester, en Angleterre. Il a été conçu par l'architecte uruguayen Rafael Viñoly, en collaboration avec les scénographes dUCKS scéno pour les phases d'études et Charcoal Blue pour la phase chantier et le cabinet d'études acoustique Kahle Acoustics. Le bâtiment a ouvert ses portes en 2008.
Le centre culturel de 11 000 m² comprend deux auditoriums de 750 places et 350 places. 
Les auditoriums se partagent un espace scénique variable et qui peut s'ouvrir sur le foyer. La large scène peut donc être visible depuis la rue, qui longe le foyer public en grande partie vitré.